# The Mighty Casey (opera)
The Mighty Casey is een opera in één akte (drie scenes) van William Schuman uit 1951.
Schuman en librettist Jeremy Gury lieten zich voor deze opera inspireren door het gedicht Casey at the Bat (Casey at the Bat: A Ballad of the Republic Sung in the Year 1888) van Ernest Thayer. Het gedicht gaat over de honkballer Casey, die door zijn arrogantie het verpest voor zijn teamgenoten. Voor de opera werd de verhaallijn aangepast naar de teloorgang van een dorpsheld in het honkbal en het schenken van vergiffenis. Het speelt zich af tijdens de wedstrijd tussen Centervillen en Mudville om het Amerikaans kampioenschap. Casey, de sterspeler van Mudville is aan slag, geeft de bal een dreun, maar wordt "Uit" gegeven.
Het werk ging in première op 4 mei 1953 in het auditorium van de Burns School in Hartford (Connecticut). De opera kent een eclectische stijl van klassieke muziek tot musicalmuziek. Schuman werkte de opera later om tot cantate. Het lied/de aria Kiss me not goodbye is wellicht het bekendst van de gehele opera.